# Hildegard Falck
Hildegard Falck (Nettelrede, 8 giugno 1949) è un'ex mezzofondista e velocista tedesca, medaglia d'oro negli 800 metri piani ai Giochi olimpici di Monaco di Baviera nel 1972.

## Biografia
Nel 1971 vinse il suo primo titolo di rilievo conquistando la medaglia d'oro sugli 800 metri ai Campionati europei indoor di Sofia.
L'11 luglio dello stesso anno la Falck corse gli 800 metri in 1'58"5 a Stoccarda, migliorando il record mondiale di Vera Nikolić di ben due secondi e diventando così la prima donna a battere la barriera dei due minuti in questa specialità.
Nel 1972 ai Giochi olimpici di Monaco di Baviera vinse la medaglia d'oro, sempre negli 800 metri, con il tempo di 1'58"55, nuovo record olimpico della specialità. In quella stessa edizione dei Giochi contribuì alla conquista del bronzo da parte della staffetta 4×400 metri insieme ad Anette Rückes, Inge Bödding e Rita Wilden.

## Palmarès
| Anno | Manifestazione  | Sede   | Evento      | Risultato | Prestazione | Note             |
| ---- | --------------- | ------ | ----------- | --------- | ----------- | ---------------- |
| 1970 | Europei indoor  | Vienna | 800 metri   | 8ª        | 2'09"5      |                  |
| 1971 | Europei indoor  | Sofia  | 800 metri   | Oro       | 2'06"1      |                  |
| 1972 | Giochi olimpici | Monaco | 800 metri   | Oro       | 1'58"55     | Record olimpico  |
| 1972 | Giochi olimpici | Monaco | 4×400 metri | Bronzo    | 3'26"51     | Record nazionale |